# Анчокрак
Анчокра́к (укр. Анчокрак) — правый приток реки Когильник, расположенный на территории бывшего Тарутинского района (Одесская область, Украина). В издании Экологический паспорт Одесской области и на топографической карте (лист L-35-71) указано название Бахмутка.

## География
Длина — 17 или 14 км. Площадь бассейна — 63,8 км². Долина местами с обрывистыми берегами, изрезана балками и промоинами. Русло на протяжении почти всей длины пересыхает. На реке создано несколько прудов.
Берёт начало севернее пгт Бессарабское. Река течёт на юго-восток, в приустьевой части — северо-восток. Впадает в реку Когильник (на 79-м км от её устья) севернее села Красное.
Притоки: (от истока к устью) нет крупных.
Населённые пункты (от истока к устью):
1. Бессарабское